# 豊橋鉄道1800系電車 (2代)
- 東急7200系電車 > 豊橋鉄道1800系電車 (2代)
- 東急7200系電車 > 上田交通7200系電車 > 豊橋鉄道1800系電車 (2代)

豊橋鉄道1800系電車（とよはしてつどう1800けいでんしゃ）は、2000年に登場した豊橋鉄道渥美線の通勤形電車。東急7200系電車を譲り受けた車両。

## 概要
渥美線では、1997年に架線電圧を600Vから1,500Vに昇圧する際、親会社である名古屋鉄道から名鉄7300系電車の譲渡を受け、1900系をはじめ全車両を入れ替えた。しかし加速性能の低さから、昇圧と同時に実施された増発（15分間隔→12分間隔）に伴うスピードアップに対応できず、昇圧前のダイヤに戻すことになってしまった。そこで、加速性能向上と乗降時間短縮を図るため、2000年に導入されたのが本系列である。なお本系列の導入により、渥美線の列車はすべて3両編成で運行されることになった。
地上設備の関係上、回生ブレーキを使用停止とした。一部車両では台車やパンタグラフ、補助電源装置、列車無線アンテナが交換された。
全編成で冷房装置がRPU-2204から順次、東急廃車発生品のRPU-2204HC、RPU-3016を取り付け現在は全車RPU-3016で統一されている。
全編成で運転台のガラス（モ1811 - 1813・1860を除く）が交換されデフロスターが使用可能となった。
電装品のメーカーによる番号の区別はなくなったが、編成別に同一メーカーに揃えられている。
行先表示機は、通常使用される新豊橋、三河田原、高師のほか、大清水、老津、試運転、回送、団体の表示が収録されている。また、かつては東急在籍時の行先も表示可能であったが、現在は英語付き方向幕に更新している。それに伴い全編成が手動式に統一され、電動式の編成はなくなった。側面方向幕は撤去のうえステンレス板で塞がれている。
なお、通過標識灯は使用されていない。
導入当初は赤を基調とした基本デザイン、青を基調としたなぎさ号、黄を基調としたなのはな号、緑を基調とした新デザインの4種があり、イベント期間を除き特に区別なく運用されていたが、2013年1月12日より三河田原駅周辺整備事業と連動してそれぞれ異なる花のラッピング装飾が行われ、現在は全編成が「渥美線カラフルトレイン」として運行されている。通常は10編成のうち7編成が使用され、予備車両及び検査車両の3編成は高師駅、車両区で留置されている。
ク2800形に車いすスペースが設置されている。
全編成ともワンマン運転には対応しない。上田電鉄からの譲受車にはワンマン対応の機器が設置されていたが、撤去されている。

### 沿革
- 2000年：東急から目蒲線で使用していたデハ7200形15両、デハ7300形3両、デハ7400形3両、クハ7500形9両の計30両の譲渡を受け、部品取り車のデハ7200形3両を除く27両を3両編成9本とした。
- 2001年：高師車両区の火災によって1801Fのク2801を除く2両が使用不可能となったため、部品取り車のうち2両(元デハ7204・7209)が営業用に整備された[* 7]。新たに整備された2両には被災車と同じ番号が与えられている[3]。
- 2008年：上田交通7200系電車2両の譲渡を受け、残る予備用車両1両(モ1810・元デハ7255)とともに1810Fとして営業用に整備した[* 8]。これにより3両編成10本の陣容となった。
- 2019年 : 6月に1803Fが検査時に床敷物を張り替えて出場し運用復帰。
- 2020年 : モ1800形・ク2800形の列車無線アンテナが新品に交換された。ただし、1801Fのモ1811には旧型のアンテナが存置されている。
- 2021年 : 11月に1801Fのク2801の前照灯がLED化される。
- 2022年 : 8月に1809Fが検査出場、運用復帰。入場中に床敷物張り替えと座席モケット更新を行った。座席モケットは紫基調で、名鉄3300系と同一のもの。また、優先席部分はオレンジ色となっている。出場当初はモ1809のみ従来の緑色モケットであったが、後日更新された。12月には1802Fもこの更新を行っている。
- 2023年 : 4月に1801Fが検査入場。ク2801のLED前照灯が取り外される。床敷物張り替えを行った 同編成は9月に出場し、運用復帰した。
- 2024年 : 3月15日より1807Fが豊橋鉄道創立100周年記念の緑色ラッピングを施して運行。また、6月末には1800系最後の菱形パンタグラフ搭載車であった1808Fがシングルアームパンタグラフへ載せ替えられて検査出場し運用復帰。渥美線から菱形パンタグラフ搭載車が消滅した。

### 車両形式
モ1800形
元デハ7200形のうち、下り方先頭車として使用するもの。東急時代にモ1806と1807は方向幕を自動化(後に方向幕更新の際に手動化)、モ1802 - 1805・1809は室内の化粧板が更新されている。電機品はモ1801 - 1806が日立製作所製、モ1807 - 1810が東洋電機製である。
モ1810形
モ1800形（元デハ7200形）のうち、中間車として使用されるモ1811 - 1813は、2006年の運転台機器撤去によりモ1810形（ただし1810Fの下り方先頭車のモ1810はモ1800形に分類、上田電鉄から譲受したモ1860は豊鉄導入時に運転台機器が撤去されている)。またモ1811には、運転台に"1811号"のナンバープレートが取り付けられている。また、全車両が弱冷房車となっている。電機品はモ1860が東洋電機製、ほかの3両は日立製作所製である。車内2箇所に車掌が車内巡回時に使用する電鈴が設けられた。
モ1850形
元デハ7300形およびデハ7400形で、中間車として使用。全車が弱冷房車となっている。東急時代にモ1856と1857は方向幕を自動化(後に前面方向幕更新の際に方向幕装置を撤去のうえステンレス板で塞がれた)、モ1854と1855は室内の化粧板が更新されている。電機品はモ1854 - 1856が日立製作所製、モ1857 - 1859は東洋電機製である。
車内2箇所に車掌が車内巡回時に使用する電鈴が設けられている。
ク2800形
元クハ7500形で、上り方先頭車として使用。東急時代にク2806と2807は方向幕が自動化されているが、ク2807には側面方向幕が設置されていない。ク2801・2804・2805は室内の化粧板が更新されている。ク2801・ク2808は軌条塗油器を装備する(ク2801は三河田原方の台車、ク2808は新豊橋方の台車に装備)。ク2810は上田交通譲渡時に方向幕を手動式に復元、側面方向幕を撤去のうえステンレス板で塞がれている。全車新豊橋方に車椅子スペースを設けており、運転台裏の窓下に手すりが設けられている。

## 編成
| 編成名 電装品メーカー | 写真 （カラフルトレイン化前） | 写真 （カラフルトレイン化後） | ← 三河田原 豊鉄での車両番号 （東急での車両番号） | ← 三河田原 豊鉄での車両番号 （東急での車両番号） | ← 三河田原 豊鉄での車両番号 （東急での車両番号） | 備考 （カラフルトレインの愛称は運行中のものを表記）                                      |
| 1801F 日立            |                               |                               | モ1801 （デハ7209）                              | モ1811 （デハ7204）                              | ク2801 （クハ7502）                              | ばら号 モ1801-モ1811は2代目                                                              |
| 1802F 日立            |                               |                               | モ1802 （デハ7206）                              | モ1812 （デハ7207）                              | ク2802 （クハ7507）                              | はまぼう号                                                                               |
| 1803F 日立            |                               |                               | モ1803 （デハ7201）                              | モ1813 （デハ7210）                              | ク2803 （クハ7504）                              | つつじ号                                                                                 |
| 1804F 日立            |                               |                               | モ1804 （デハ7212）                              | モ1854 （デハ7301）                              | ク2804 （クハ7501）                              | ひまわり号（元・なぎさ号）                                                               |
| 1805F 日立            |                               |                               | モ1805 （デハ7208）                              | モ1855 （デハ7302）                              | ク2805 （クハ7508）                              | 菖蒲号                                                                                   |
| 1806F 日立            |                               |                               | モ1806 （デハ7205）                              | モ1856 （デハ7401）                              | ク2806 （クハ7505）                              | しでこぶし号（元・パークベルクリニック号） 行先表示機が電動式 全車に側面行先表示器を搭載 |
| 1807F 東洋            |                               |                               | モ1807 （デハ7251）                              | モ1857 （デハ7351）                              | ク2807 （クハ7554）                              | 菜の花号（元・なのはな号） 行先表示機が電動式 モ1807-モ1857に側面行先表示器を搭載        |
| 1808F 東洋            |                               |                               | モ1808 （デハ7260）                              | モ1858 （デハ7452）                              | ク2808 （クハ7560）                              | 椿号                                                                                     |
| 1809F 東洋            |                               |                               | モ1809 （デハ7256）                              | モ1859 （デハ7451）                              | ク2809 （クハ7552）                              | 桜号                                                                                     |
| 1810F 東洋            |                               |                               | モ1810 （デハ7255）                              | モ1860 （デハ7257）                              | ク2810 （クハ7551）                              | 菊号（元・しばざくら号） デハ7257-クハ7551は上田電鉄から移籍 新デザイン編成              |

## その他
軌条塗油装置設置車両
ク2801、ク2808
セラミック噴射装置設置車両
1802F、1804F、1805F、1807F
放送用マイク増設車両
1806F